# Bujumbura Mairie
Bujumbura Mairie é uma província do Burundi. Sua capital é a cidade de Bujumbura.

## Comunas
Bujumbura Mairie está dividida em 10 comunas:
- Bujumbura Mairie
- Buyenzi
- Bwiza
- Ngagara
- Nyakabiga
- Musaga
- Kanyosha
- Kamenge
- Kinama
- Rohero

## Demografia
| 2001    | 2011    |
| 341.494 | 546.752 |